# Giancarlo Carmona
Giancarlo Carmona Maldonado (Lima, 12 de outubro de 1985) é um futebolista profissional peruano que atua como meia. Atualmente, joga pelo Sport Huancayo.

## Carreira
Giancarlo Carmona fez parte do elenco da Seleção Peruana de Futebol da Copa América de 2011.